# Melanolophia reducta
Melanolophia reducta är en fjärilsart som beskrevs av W. Warren 1904. Melanolophia reducta ingår i släktet Melanolophia och familjen mätare. Inga underarter finns listade i Catalogue of Life.